# Palinurus elephas
La langosta europea o langosta común (Palinurus elephas) es una especie de crustáceo decápodo del infraorden Achelata de caparazón (cefalotórax) espinoso y punzante. Es habitual en el mar Mediterráneo. También se la conoce como langosta espinosa europea, langosta espinosa común, langosta mediterránea y, erróneamente, langosta roja, ya que la langosta roja se corresponde con la especie Eunephrops bairdii.

## Descripción, distribución y hábitos
P. elephas puede alcanzar los 60 cm de longitud (aunque normalmente no supera los 40 cm), y se encuentra en el este del océano Atlántico, desde el sur de Noruega hasta Marruecos, y en el Mar Mediterráneo, exceptuando su zona más oriental. Vive en las costas rocosas por debajo de la línea de mareas. Es un animal nocturno, se alimenta de pequeños gusanos, cangrejos y animales muertos, y se oculta en los huecos y hendiduras de las rocas al amanecer.

## Captura
En el Mediterráneo, es ampliamente capturada por ser una especie muy demandada. También es capturada, menos intensivamente, en las costas atlánticas de Portugal, España, Francia y Gran Bretaña.

## Gastronomía
La pesca y la degustación de la langosta tienen fama mundial en el pequeño pueblo de Fornells, situado en Menorca, España. En dicho pueblo, la tradición de la pesca de langostas ha alimentado a un gran número de generaciones de pescadores, y ha hecho famoso su típico plato, llamado «caldereta de langosta», que todavía puede degustarse a la manera tradicional en los restaurantes típicos de la villa de pescadores.
En la península, es típica la degustación de la langosta en La Guardia, pueblo gallego conocido por su Fiesta de la Langosta, que se suele celebrar en julio, y en Bañugues, pueblo asturiano donde se prepara el famoso guiso «langosta con verdura».

## Galería de imágenes

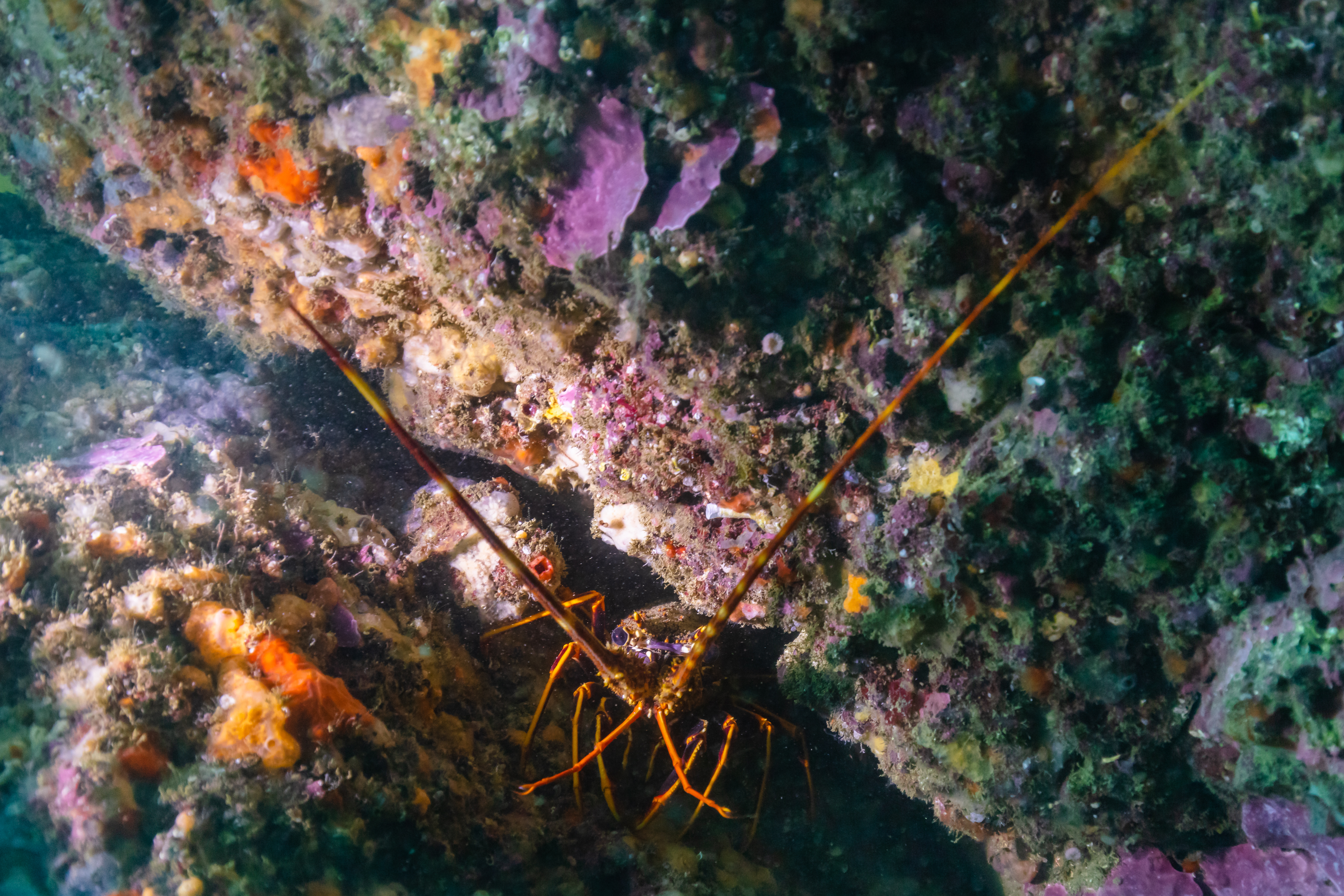
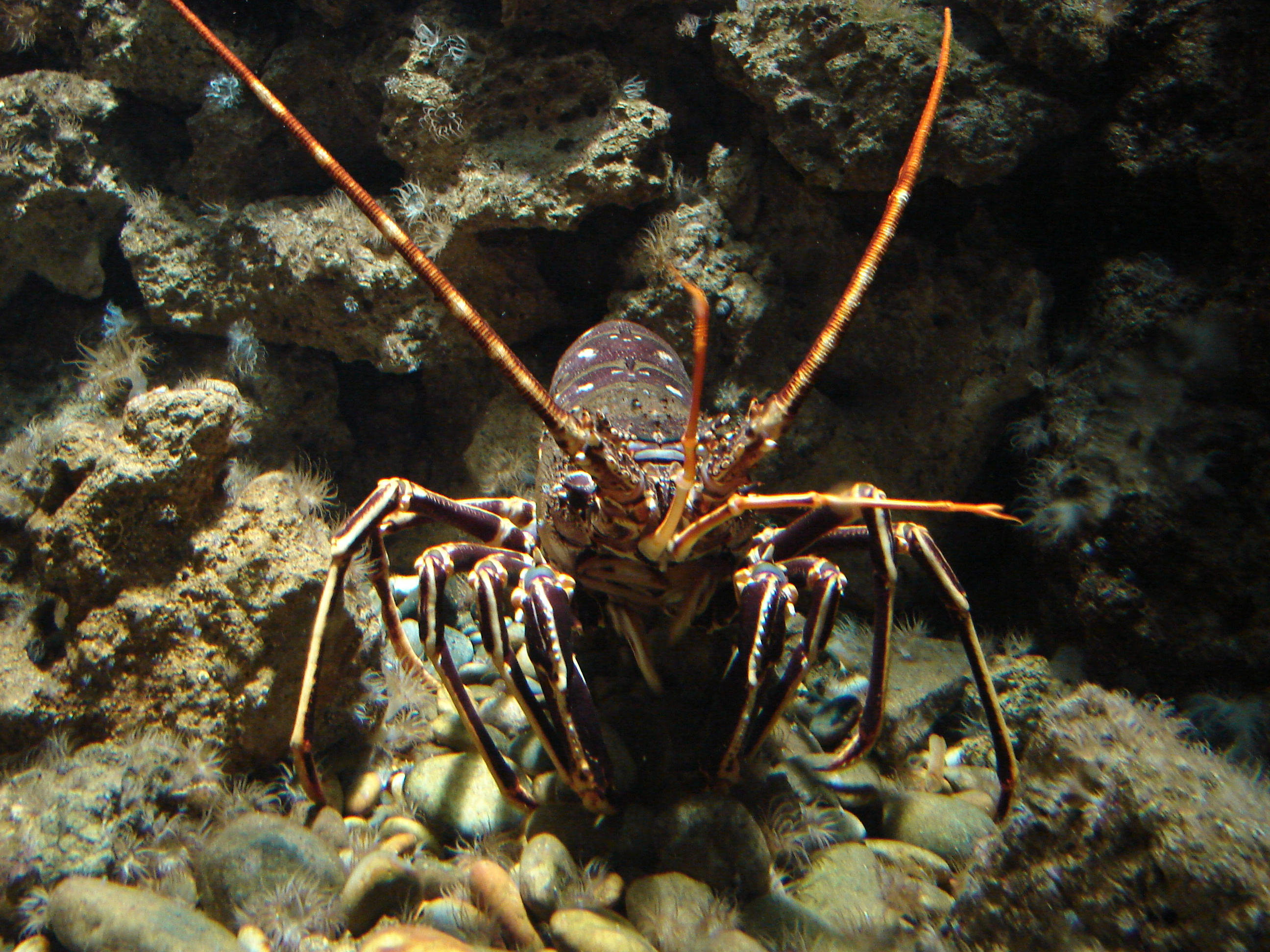
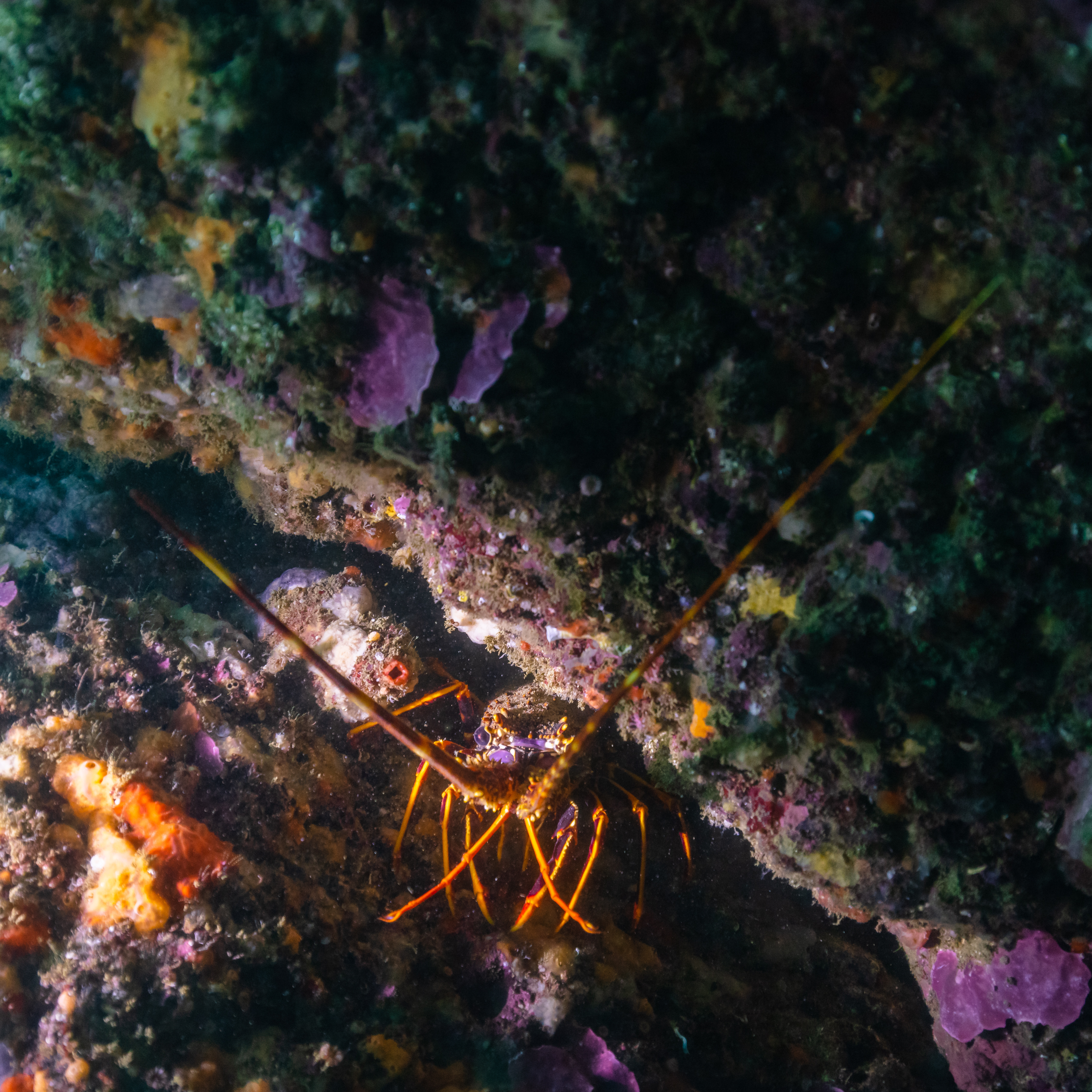
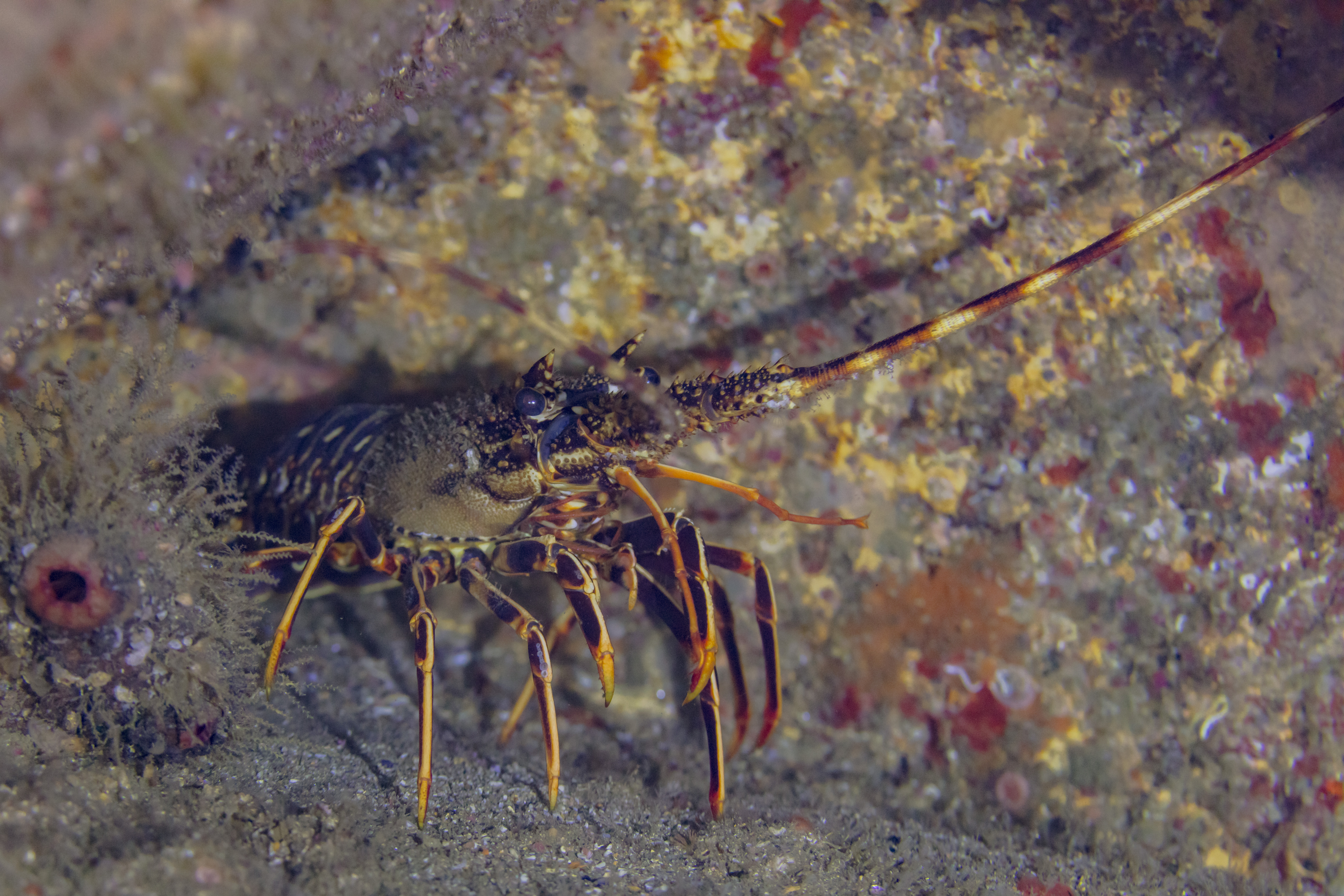
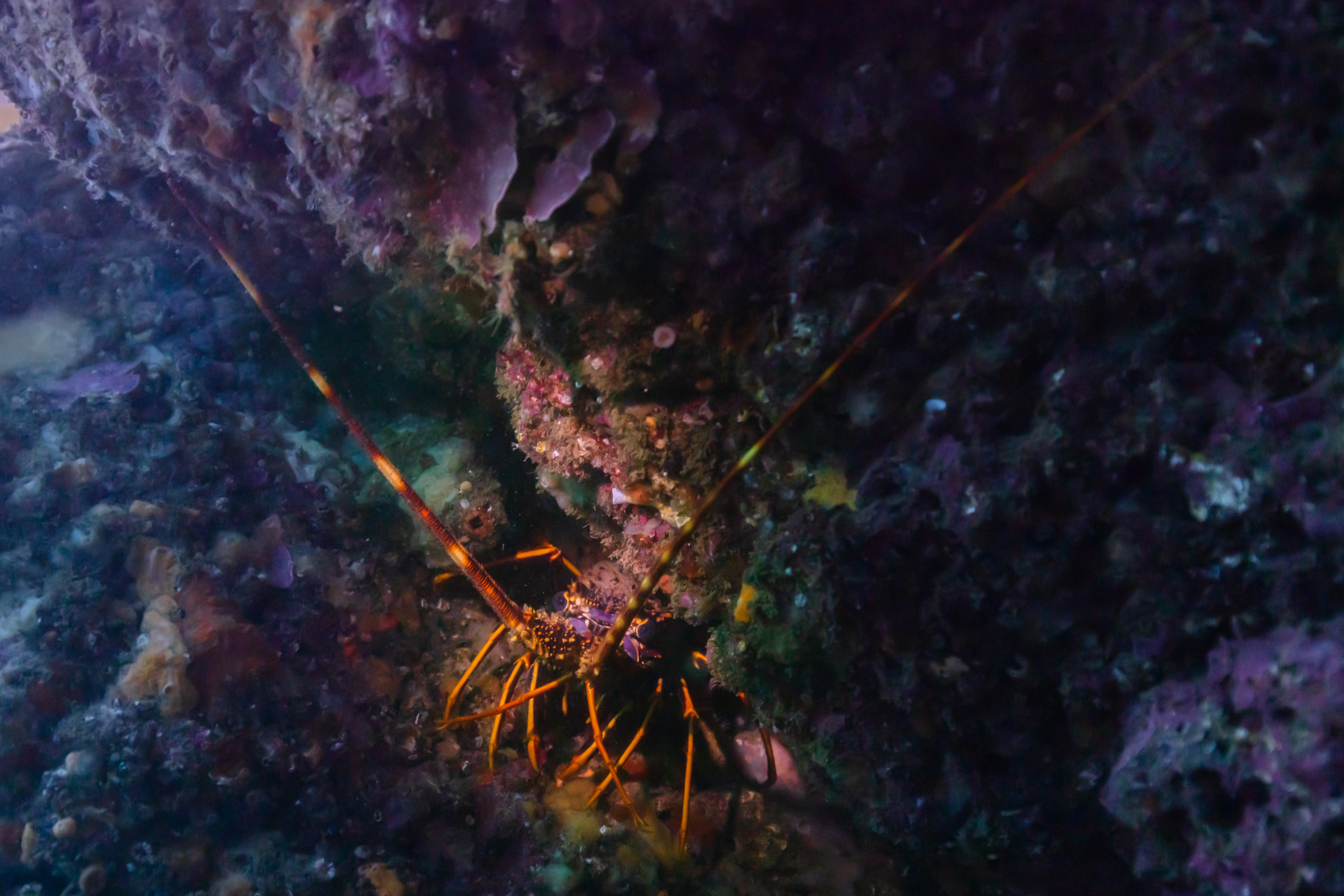